# Жак Петен
Жак Петен (8 грудня 1912 — 3 січня 1995) — колишній бельгійський тенісист.
Здобув 7 одиночних титулів.
Найвищим досягненням на турнірах Великого шолома було 4 коло в одиночному розряді.
Завершив кар'єру 1960 року.

## Фінали

### Одиночний розряд
| Результат | Рік  | Турнір                                 | Покриття | Суперник         | Рахунок                 | Ref.  |
| --------- | ---- | -------------------------------------- | -------- | ---------------- | ----------------------- | ----- |
| Перемога  | 1942 | Megève International                   | Ґрунт    | Жан Лесе         | 6–3, 4–6, 8–6, 3–6, 6–1 | [ 1 ] |
| Поразка   | 1944 | Cannes Championships                   | Ґрунт    | П'єр Пелліцца    | 6–8, 4–6                | [ 2 ] |
| Перемога  | 1947 | Real Club Nautico Турнір               | Ґрунт    | Ванні Канепеле   | 3–6, 8–6, 8–6           | [ 1 ] |
| Поразка   | 1948 | International Championships of Egypt   | Ґрунт    | Франьйо Пунчеч   | 2–6, 3–6, 4–6           | [ 3 ] |
| Перемога  | 1948 | Knokke Le-Zoute, Бельгія               | Ґрунт    | Енріке Мореа     | 6–2, 6–4                | [ 4 ] |
| Перемога  | 1948 | Portuguese International Championships | Ґрунт    | Бубі ван Меґерен | 4–6, 6–4, 6–1, 7–5      | [ 5 ] |
| Перемога  | 1950 | Belgian National Championships         | Ґрунт    | Лео Роман        | 7–5, 6–0, 6–2           | [ 6 ] |
| Перемога  | 1951 | Lugano International                   | Ґрунт    | Мілан Матоуш     | 3–6, 6–2, 9–7           | [ 1 ] |
| Перемога  | 1957 | Санкт-Моріц Турнір                     | Ґрунт    | Едуардо Аргон    | 6–4, 5–7, 6–2           | [ 7 ] |